# Maianthemum formosanum
Maianthemum formosanum là một loài thực vật có hoa trong họ Măng tây. Loài này được (Hayata) LaFrankie mô tả khoa học đầu tiên năm 1986.